# Оргес Шехі
Оргес Шехі (алб. Orges Shehi, нар. 25 вересня 1977 року, Дуррес, Албанія) — албанський футболіст, воротар. Нині — тренер. З січня 2021 року — головний тренер албанського клубу «Тирана».

## Ігрова кар'єра
Народився 25 вересня 1977 року в місті Дуррес. Вихованець футбольної школи клубу «Теута». Дорослу футбольну кар'єру розпочав 1994 року в основній команді того ж клубу, в якій провів чотири сезони, взявши участь у 42 матчах чемпіонату. За цей час виборов титул володаря Кубка Албанії.
Протягом 1998—1999 років захищав кольори команди клубу «Бюліс».
Своєю грою за останню команду знову привернув увагу представників тренерського штабу клубу «Теута», до складу якого повернувся 1999 року. Цього разу відіграв за команду з Дурреса наступні п'ять сезонів своєї ігрової кар'єри. Більшість часу, проведеного у складі «Теути», був основним голкіпером команди. За цей час додав до переліку своїх трофеїв ще один титул володаря Кубка Албанії.
Згодом з 2004 по 2010 рік грав у складі команд клубів «Влазнія», «Партизані» та «Беса». Протягом цих років додав до переліку своїх трофеїв ще один титул володаря Кубка Албанії.
До складу клубу «Скендербеу» приєднався 2010 року. За команду з Корчі зіграв 251 матч в чемпіонаті Албанії.
Влітку 2018 року завершив ігрову кар'єру та розпочав тренерську.

## Тренерська кар'єра
Працював головним тренером албанських клубів «Скендербеу» (2018–2019), «Кукесі» (2020).
З січня 2021 року — головний тренер албанського клубу «Тирана». 

## Виступи за збірні
У 1994 році дебютував у складі юнацької збірної Албанії, взяв участь у 5 іграх на юнацькому рівні, пропустивши 6 голів.
Протягом 1997–1998 років  залучався до складу молодіжної збірної Албанії, за яку зіграв у 7 офіційних матчах, пропустивши 15 голів.
У 2010 році дебютував в офіційних матчах у складі національної збірної Албанії, за яку зіграв 8 матчів, пропустивши 1 гол.
| Дата       | Місто      | Господарі  | Результат | Гості              | Турнір           | Голи | Примітки |
| ---------- | ---------- | ---------- | --------- | ------------------ | ---------------- | ---- | -------- |
| 17-11-2010 | Корча      | Албанія    | 0 – 0     | Північна Македонія | товариський матч | -    | 46'      |
| 29-02-2012 | Грузія     | Грузія     | 2 – 1     | Албанія            | товариський матч | -    | 89'      |
| 22-05-2012 | Катар      | Катар      | 1 – 2     | Албанія            | товариський матч | -1   |          |
| 15-11-2013 | Анталья    | Білорусь   | 0 – 0     | Албанія            | товариський матч | -    | 60'      |
| 05-03-2014 | Дуррес     | Албанія    | 2 – 0     | Мальта             | товариський матч | -    | 85'      |
| 08-06-2014 | Серравалле | Сан-Марино | 0 – 3     | Албанія            | товариський матч | -    | 46'      |
| 13-11-2015 | Пріштіна   | Косово     | 2 – 2     | Албанія            | товариський матч | -    | 78'      |
| 29-03-2016 | Люксембург | Люксембург | 0 – 2     | Албанія            | товариський матч | -    | 60'      |
| Усього     |            | Матчів     | 8         |                    | Голів            | -1   |          |

## Титули і досягнення

### Гравець

#### Командні
- Чемпіон Албанії (7):

«Скендербеу»: 2010–11, 2011–12, 2012–13, 2013–14, 2014-15, 2015-16, 2017-18
- Володар Кубка Албанії (4):

«Теута»: 1994–95, 1999–00
«Беса»: 2009–10
«Скендербеу»: 2017-18
- Володар Суперкубка Албанії (2):

«Скендербеу»: 2013, 2014

#### Особисті
- Гравець року в Албанії: 2012

### Тренер
- Володар Суперкубка Албанії (2):

«Скендербеу»: 2018
«Тирана»: 2022
- Чемпіон Албанії (1):

«Тирана»: 2021-22